# Chặn quảng cáo
Chặn quảng cáo hay lọc quảng cáo là một loại phần mềm có thể loại bỏ hoặc thay đổi nội dung quảng cáo từ một trang web, website, hoặc ứng dụng di động. Trình chặn quảng cáo có sẵn cho một loạt nền tảng máy tính, bao gồm máy tính để bàn và máy tính xách tay, máy tính bảng và điện thoại thông minh. Một loạt phương pháp đã được sử dụng để chặn quảng cáo. Lợi ích của phần mềm này rất đa dạng và việc sử dụng phần mềm chặn quảng cáo ngày càng tăng. Tuy nhiên, nhiều chủ trang web (nhà xuất bản) dựa vào quảng cáo để kiếm tiền từ nội dung mà họ cung cấp cho người dùng Một số nhà xuất bản, như Forbes, đã thực hiện các biện pháp chống lại người dùng chặn quảng cáo trên các trang web của họ khi người dùng truy cập.

## Công nghệ và biện pháp đối phó bản địa
Quảng cáo trực tuyến tồn tại ở nhiều dạng khác nhau, gồm banner, hình ảnh, hoạt hình, âm thanh và video được nhúng, văn bản, hay cửa sổ pop-up, và có thể sử dụng AutoPlay âm thanh và video. Tất cả các trình duyệt đều cung cấp một số cách để loại bỏ hoặc thay đổi quảng cáo bằng cách nhắm mục tiêu các công nghệ được sử dụng để phân phối quảng cáo (chẳng hạn như nội dung được nhúng phân phối qua plug-in trình duyệt hoặc thông qua HTML5), nhắm URL là nguồn quảng cáo hoặc hành vi nhắm đặc trưng cho quảng cáo (chẳng hạn như sử dụng tự động phát HTML5 của cả âm thanh và video).

## Lý do chặn quảng cáo
Từ quan điểm của người dùng Internet, có nhiều lý do cơ bản khác nhau khiến người dùng muốn sử dụng chặn quảng cáo, ngoài việc không bị các thương hiệu chế tác:
- Bảo vệ riêng tư
- Tự bảo vệ mình khỏi  
 Malvertising
- Tiết kiệm băng thông (và tiền)
- Trải nghiệm người dùng tốt hơn:
  - Trang ít lộn xộn hơn
  - Thời gian tải trang nhanh hơn
  - Ít phiền nhiễu hơn
- Tiết kiệm pin trên thiết bị di động
- Ngăn các trang web không mong muốn tạo ra doanh thu quảng cáo trong lượt truy cập của người dùng

Mặt khác, nhà xuất bản và đại diện thương mại đại diện của họ cho rằng quảng cáo Internet cung cấp doanh thu cho chủ sở hữu trang web, cho phép chủ sở hữu trang web tạo hoặc mua nội dung cho trang web. Nhà xuất bản cho rằng việc sử dụng phổ biến phần mềm và thiết bị chặn quảng cáo có thể ảnh hưởng xấu đến doanh thu của chủ sở hữu trang web và do đó làm giảm sự sẵn có của nội dung miễn phí trên trang web.

## Lợi ích
Đối với người dùng, lợi ích của phần mềm chặn quảng cáo bao gồm tải nhanh trang web hơn và tìm kiếm trên trang rõ ràng hơn mà ít bị sao nhãng hơn, sử dụng tài nguyên ít hơn (băng thông, CPU, bộ nhớ, vv) và các lợi ích riêng tư  đạt được thông qua việc loại trừ các hệ thống theo dõi và lược tả của nền tảng phân phối quảng cáo. Chặn quảng cáo cũng có thể tiết kiệm một lượng đáng kể năng lượng điện và hóa đơn tiền điện của người dùng.

### Trải nghiệm người dùng
Phần mềm chặn quảng cáo có thể có những lợi ích khác cho chất lượng cuộc sống của người dùng, vì nó làm giảm sự tiếp xúc của người dùng Internet đối với các ngành quảng cáo và tiếp thị, tránh việc mua nhiều sản phẩm và dịch vụ tiêu dùng có khả năng gây hại hoặc không lành mạnh và thôi thúc người dùng mua hàng ngay lập tức.
 Con người trung bình nhìn thấy hơn 5000 quảng cáo hàng ngày, phần lớn trong số đó là từ các nguồn trực tuyến. Mỗi quảng cáo hứa hẹn người xem rằng cuộc sống của họ sẽ được cải thiện bằng cách mua mặt hàng đang được quảng cáo (vd., thức ăn nhanh, Nước ngọt có ga, Kẹo, Điện tử tiêu dùng đắt tiền) hoặc khuyến khích người dùng tham gia đánh bạc. Ngoài ra, nếu người dùng Internet mua tất cả các mặt hàng này, bao bì và thùng chứa (trong trường hợp kẹo và soda) sẽ bị xử lý, dẫn đến tác động tiêu cực đến môi trường và việc xử lý chất thải. Quảng cáo được chế tác rất cẩn thận để đánh trúng tâm lý người dùng; như vậy, việc tránh tiếp xúc với quảng cáo có thể mang lại lợi ích cho chất lượng cuộc sống của người dùng.
Quảng cáo không mong muốn cũng có thể gây hại cho chính nhà quảng cáo, nếu người dùng trở nên khó chịu với quảng cáo. Người dùng sẽ cố gắng hết sức để chặn nội dung của các công ty sử dụng quảng cáo "popup". Đối với người dùng không quan tâm đến việc mua hàng, việc chặn quảng cáo cũng có thể tiết kiệm thời gian. Bất kỳ quảng cáo nào xuất hiện trên trang web đều tạo một khoản phí trên "tình trạng chú ý" của người dùng, vì mỗi quảng cáo đi vào tầm mắt của người dùng và phải bị bỏ qua một cách có ý thức hoặc bị xử lý theo cách khác. Người dùng khi đang tập trung mạnh vào việc tìm kiếm nội dung, phần lớn họ đều không muốn bị chuyển hướng đến các quảng cáo bán hàng và dịch vụ mà họ không mong muốn. Ngược lại, người dùng đang tích cực tìm kiếm các mặt hàng để mua, có thể đánh giá cao quảng cáo, trong các quảng cáo được nhắm mục tiêu cụ thể.

### Tính bảo mật
Một khía cạnh quan trọng khác là cải thiện tính riêng tư; phần lớn quảng cáo trực tuyến có nguy cơ lây nhiễm đến các thiết bị của họ cao hơn cả virus máy tính và lướt các trang web khiêu dâm. Trong trường hợp cấu hình cao, phần mềm độc hại được phân phối thông qua các quảng cáo được cung cấp cho YouTube bởi một khách hàng đáng ngờ của Doubleclick Google. Vào tháng 8 năm 2015, một 0-day exploit trong trình duyệt Firefox được phát hiện trong một quảng cáo trên một trang web. Khi Forbes yêu cầu người dùng vô hiệu hóa trình chặn quảng cáo trước khi xem trang web của họ, những người dùng ấy ngay lập tức bị dính phải phần mềm độc hại Australian Signals Directorate đề xuất các cá nhân và tổ chức chặn quảng cáo cải thiện an toàn thông tin và giảm thiểu Malvertising tiềm năng tấn công và thỏa hiệp thiết bị. Công ty bảo mật thông tin Webroot cũng lưu ý việc sử dụng trình chặn quảng cáo cung cấp biện pháp đối phó hiệu quả chống lại các chiến dịch quảng cáo độc hại cho người dùng ít chuyên nghiệp hơn

### Tiền tệ
Chặn quảng cáo cũng có thể tiết kiệm tiền cho người dùng. Nếu thời gian cá nhân của người dùng có giá trị là một đô la/phút và nếu quảng cáo không được yêu cầu tải trong trang thêm một phút nữa vào thời điểm người dùng yêu cầu đọc trang web (nghĩa là người dùng phải tự xác định cái nào là quảng cáo, cái nào là nội dung trang. Sau đó đóng quảng cáo hoặc sử dụng các kỹ thuật khác để xử lý chúng, tất cả đều đánh thuế trí tuệ của người dùng theo cách nào đó, sau đó người dùng đã mất đi một đô la thời gian chỉ để đối phó với quảng cáo. Các quảng cáo trên có thể tạo ra một vài phần trăm doanh thu cho chủ sở hữu trang web. Vấn đề mất thời gian có thể nhanh chóng vượt khỏi tầm kiểm soát nếu phần mềm độc hại đi kèm với quảng cáo và người dùng vô tình chấp phải.
Người dùng trả tiền cho tổng số băng thông được chuyển ("capped" hoặc các kết nối trả tiền sử dụng) bao gồm hầu hết người dùng thiết bị di động trên toàn thế giới, người dùng sẽ có lợi ích tài chính trực tiếp từ việc lọc quảng cáo trước khi tải trang. Phát trực tuyến âm thanh và video, ngay cả khi chúng không được trình bày cho giao diện người dùng, có thể nhanh chóng tiêu thụ gigabyte truyền đặc biệt trên kết nối 4G nhanh hơn. Vì người dùng không có gói dữ liệu thường trả bởi megabyte, chi phí cho phép quảng cáo có thể khá cao. Ngay cả các kết nối cố định thường phải chịu giới hạn sử dụng, đặc biệt là các kết nối nhanh hơn (100Mbit/s trở lên), có thể nhanh chóng bão hòa mạng nếu được lấp đầy bằng phương tiện truyền trực tuyến.  Đó là một vấn đề đã biết với hầu hết các trình duyệt web, kể cả Firefox, trình duyệt này thường phát nhiều quảng cáo được nhúng cùng một lúc. Sử dụng trình chặn quảng cáo sẽ ngừng hoạt động như vậy và giúp mọi người dễ dàng sử dụng máy tính và dịch vụ Internet của họ hơn.

## Độ phổ biến

Số lượng người dùng phần mềm chặn quảng cáo đang hoạt động hàng tháng, theo ước tính của PageFair.

Sử dụng phần mềm chặn quảng cáo trên thiết bị di động và máy tính để bàn được thiết kế để loại bỏ quảng cáo truyền thống đã tăng 41% trên toàn thế giới và tới 48% ở Hoa Kỳ từ quý 2 năm 2014 đến quý 2 năm 2015. Kể từ quý 2 năm 2015, 45 triệu người Mỹ đã sử dụng trình chặn quảng cáo. Trong một nghiên cứu khảo sát đã công bố quý 2 năm 2016, MetaFacts báo cáo 72 triệu người Mỹ, 12,8 triệu người lớn ở Anh và 13,2 triệu người lớn ở Pháp đang sử dụng trình chặn quảng cáo trên máy tính, điện thoại thông minh hoặc máy tính bảng của họ. Vào tháng 3 năm 2016, Internet Advertising Bureau báo cáo rằng số người dùng trình chặn quảng cáo ở Anh đã ở mức 22% trong số những người trên 18 tuổi.

## Phương pháp
Một phương pháp lọc đơn giản là chặn (hoặc ngăn quá trình tự động phát của) hoạt hình Flash hoặc quá trình nạp hình ảnh hoặc tệp âm thanh và video Windows. Điều này có thể được thực hiện trong hầu hết các trình duyệt một cách dễ dàng và đồng thời cải thiện tính bảo mật và quyền riêng tư. Phương pháp công nghệ thô này được tinh chế bởi rất nhiều tiện ích trình duyệt. Một trình duyệt Internet xử lý tác vụ này mỗi khác, nhưng nói chung là người dùng có thể thêm vào các tùy chọn hoặc các tiện ích mở rộng để lọc một số loại phương tiện cụ thể. Một tiện ích mở rộng thường được yêu cầu dùng công nghệ phân biệt giữa quảng cáo và nội dung hoặc giữa các quảng cáo người dùng mong muốn và không mong muốn. Phần mềm chặn quảng cáo nâng cao hơn cho phép kiểm soát chi tiết các quảng cáo thông qua tính nhiều năng như blacklist, whitelist, và bộ lọc biểu thức chính quy. Một số tính năng bảo mật nhất định cũng có tác dụng vô hiệu hóa một số quảng cáo. Một vài phần mềm diệt virus cũng có tính năng chặn quảng cáo. Lọc bằng môi trường trung gian như bộ cung cấp ISP cũng ngày một phổ biến.